# Tigre & Euphrate
 (octobre 2023).
Si vous disposez d'ouvrages ou d'articles de référence ou si vous connaissez des sites web de qualité traitant du thème abordé ici, merci de compléter l'article en donnant les références utiles à sa vérifiabilité et en les liant à la section « Notes et références ».
Tigre & Euphrate est un jeu de société créé par Reiner Knizia, avec des graphismes de Doris Matthäus, édité par Hans im Glück en 1997. La version francophone est présentée par la société belge Top Licence.

## Thème
Le jeu est nommé d'après les fleuves Tigre et Euphrate dans la région appelée actuellement le Moyen-Orient et plus particulièrement l'Irak. Les deux fleuves formaient des frontières naturelles pour une partie du monde qui hébergea de grandes civilisations autrefois incluant Sumer, Babylone et l’Assyrie ; et que les Grecs appelèrent Mésopotamie, ce qui signifie littéralement "entre les fleuves".
Le jeu est ostensiblement construit comme un choc entre états voisins à l'aube de la civilisation. Cependant, comme beaucoup des jeux de Reiner Knizia, les thèmes paraissent artificiels, comme plaqués sur des mécanismes abstraits. Reiner Knizia n'a pas utilisé ici de système d'enchères comme il l'a souvent fait.

## La partie
Chaque joueur doit développer d'une manière équilibrée sa civilisation dans quatre domaines distincts, chacun représenté par une couleur : le peuplement, les temples, les fermes et les marchés, en plaçant des tuiles et des chefs. Des monuments bicolores peuvent être placés par les joueurs sous certaines conditions. La multiplicité des facteurs pouvant intervenir, y compris des catastrophes, introduit une part d'incertitude dans le jeu.
Le jeu peut se jouer de deux à quatre joueurs.

## Récompenses et distinctions
- Deutscher Spiele Preis  1998